# 観音 (川崎市)
観音（かんのん）は、神奈川県川崎市川崎区の地名。現行行政地名は観音1丁目と観音2丁目。住居表示実施済み区域。

## 地理
川崎区の中央部に位置し、北東に台町、東に四谷上町、南に池上新町、西に藤崎、北に川中島と接している。

### 地価
住宅地の地価は、2025年（令和7年）1月1日の公示地価によれば、観音2-4-19の地点で30万円/m²となっている。

## 歴史

### 沿革
- 1934年（昭和9年）7月 - 耕地整理により、大師河原の一部を分離し、観音町1～2丁目を新設。
- 1965年（昭和40年）7月 - 観音町1～2丁目を廃止し、観音1～2丁目を新設。
- 1972年（昭和47年）4月1日 - 川崎市が政令指定都市の制定に伴い、川崎区が新設。川崎市川崎区観音（1〜2丁目）となる。
- 1972年（昭和47年）8月 - 住居表示の実施[5][7]。

## 世帯数と人口
2025年（令和7年）6月30日現在（川崎市発表）の世帯数と人口は以下の通りである。
| 丁目      | 世帯数    | 人口    |
| --------- | --------- | ------- |
| 観音1丁目 | 1,521世帯 | 2,865人 |
| 観音2丁目 | 1,609世帯 | 3,240人 |
| 計        | 3,130世帯 | 6,105人 |

### 人口の変遷
国勢調査による人口の推移。
| 年                 | 人口  |
| ------------------ | ----- |
| 1995年（平成7年）  | 5,535 |
| 2000年（平成12年） | 5,664 |
| 2005年（平成17年） | 5,516 |
| 2010年（平成22年） | 5,632 |
| 2015年（平成27年） | 5,719 |
| 2020年（令和2年）  | 5,833 |

### 世帯数の変遷
国勢調査による世帯数の推移。
| 年                 | 世帯数 |
| ------------------ | ------ |
| 1995年（平成7年）  | 2,115  |
| 2000年（平成12年） | 2,191  |
| 2005年（平成17年） | 2,300  |
| 2010年（平成22年） | 2,466  |
| 2015年（平成27年） | 2,556  |
| 2020年（令和2年）  | 2,730  |

## 学区
市立小・中学校に通う場合、学区は以下の通りとなる（2025年1月時点）。
| 丁目      | 番・番地等      | 小学校               | 中学校               |
| --------- | --------------- | -------------------- | -------------------- |
| 観音1丁目 | 1〜2番 7～16番  | 川崎市立藤崎小学校   | 川崎市立川中島中学校 |
| 観音1丁目 | 3～6番 17～19番 | 川崎市立川中島小学校 | 川崎市立川中島中学校 |
| 観音2丁目 | 6～12 21～23番  | 川崎市立川中島小学校 | 川崎市立川中島中学校 |
| 観音2丁目 | 1～5番 13～20番 | 川崎市立藤崎小学校   | 川崎市立川中島中学校 |

## 事業所
2021年（令和3年）現在の経済センサス調査による事業所数と従業員数は以下の通りである。
| 丁目      | 事業所数  | 従業員数 |
| --------- | --------- | -------- |
| 観音1丁目 | 73事業所  | 385人    |
| 観音2丁目 | 75事業所  | 312人    |
| 計        | 148事業所 | 697人    |

### 事業者数の変遷
経済センサスによる事業所数の推移。
| 年                 | 事業者数 |
| ------------------ | -------- |
| 2016年（平成28年） | 160      |
| 2021年（令和3年）  | 148      |

### 従業員数の変遷
経済センサスによる従業員数の推移。
| 年                 | 従業員数 |
| ------------------ | -------- |
| 2016年（平成28年） | 681      |
| 2021年（令和3年）  | 697      |

## 交通
- 国道132号

## その他

### 日本郵便
- 郵便番号 : 210-0831[3]（集配局 : 川崎港郵便局[18]）

### 警察
町内の警察の管轄区域は以下の通りである。
| 丁目      | 番・番地等 | 警察署         | 交番・駐在所 |
| --------- | ---------- | -------------- | ------------ |
| 観音1丁目 | 全域       | 川崎臨港警察署 | 出来野交番   |
| 観音2丁目 | 全域       | 川崎臨港警察署 | 出来野交番   |